# Wulverdinghe
Wulverdinghe è un comune francese di 323 abitanti situato nel dipartimento del Nord nella regione dell'Alta Francia.

## Società

### Evoluzione demografica
Abitanti censiti